# Urządzenie sterowe

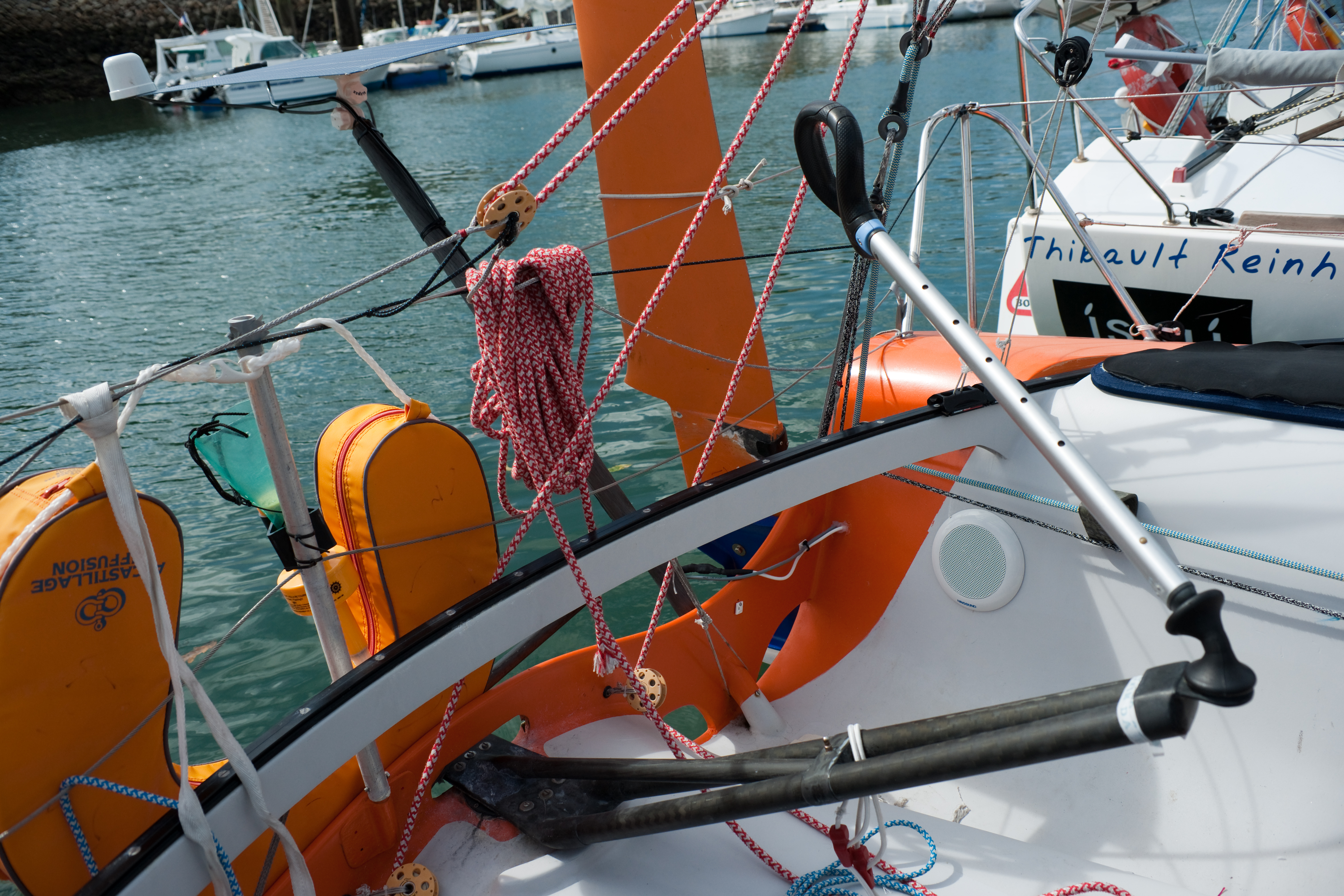
Rumpel z przedłużaczem

Urządzenie sterowe – układ mechaniczny, hydrauliczny bądź elektroniczny służący do zmiany położenia płetwy sterowej. Przyjmuje różne formy w zależności od wielkości, konstrukcji i przeznaczenia jednostki pływającej. Zadaniem urządzenia sterowego jest zachowanie jak najwyższej sprawności steru przy jak najmniejszym wysiłku sternika. 

## Rumpel
Na małych jednostkach śródlądowych ster wychylany jest przy pomocy rumpla. Wytwarza się go z metali lekkich bądź klejonych warstw drewna. Osadzany jest pośrednio w jarzmie lub do trzonu sterowego połączonego następnie z płetwą. Rumpel standardowo mocowany jest w taki sposób, aby możliwe było jego uniesienie. Niekiedy stosuje się przedłużacz rumpla umożliwiający pełne wychylenie płetwy przez sternika siedzącego na burcie nawietrznej.
Zmodyfikowaną wersją rumpla jest rogatnica. Zwiększa ona zakres wykonywanych ruchów i wygodę sterowania, jednak zajmuje znacznie więcej miejsca w kokpicie.
Wychylenie rumpla lub rogatnicy np. na lewą burtę powoduje skręt w prawą stronę.

## Koło sterowe

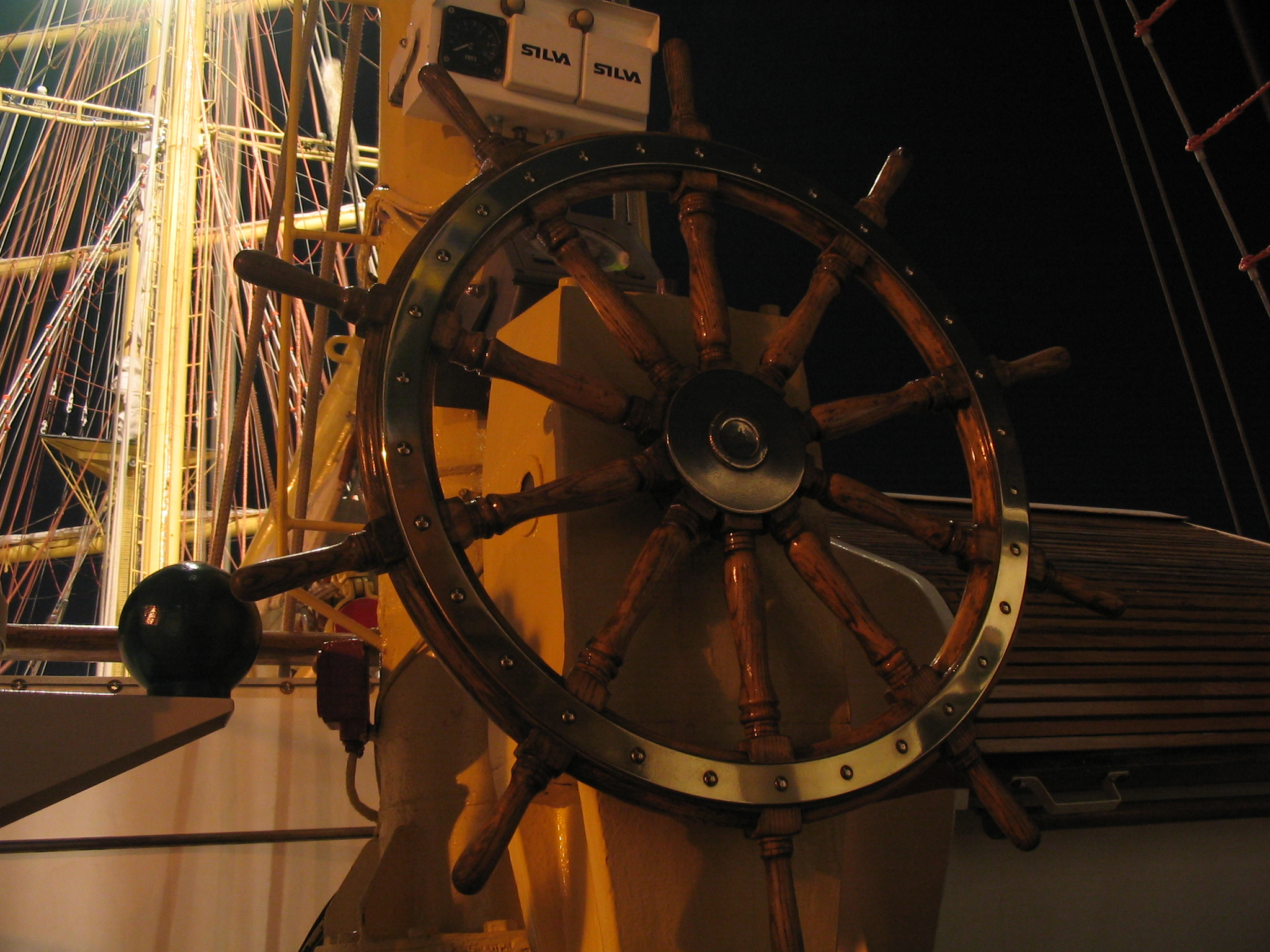
Koło sterowe żaglowca ORP „Iskra” z wystającymi rumbami

Na dużych jednostkach siły działające na trzon sterowy są tak duże, że niemożliwe staje się sterowanie przy pomocy rumpla. Rozwiązaniem tego problemu jest zastosowanie koła sterowego. Im większa jest średnica obręczy, tym większe ramię siły, a więc i łatwiejsza obsługa steru. Na starych żaglowcach spotykane były drewniane koła sterowe z wystającymi kołkami zwanymi rumbami. Niemal zupełnie odeszło się od tej koncepcji ze względu na niebezpieczeństwo zranienia się podczas szybko wykonywanych manewrów. Koło sterowe występuje zwykle z układem mechanizmów przekładających ruch koła na płetwę sterową. Koło działa jak kierownica w samochodzie, tzn. jego kierunek obrotu zgodny jest z kierunkiem skrętu jachtu.

### Szturwał
Jednym z najstarszych rozwiązań jest mechanizm Daviesa nazywany potocznie szturwałem. Przedłużona oś obrotu koła sterowego jest nagwintowana przeciwskrętnie (połowa gwintu lewo-, połowa prawoskrętnie). Po niej poruszają się suwaki połączone na sztywno cięgnami z układem wychylającym płetwę sterową. Podczas obrotu steru jeden suwak zbliża się do sternika, drugi oddala, co powoduje obrót płetwy. Niepoprawnie szturwałem określa się koła sterowe.

### Sterociągi
Innym rozwiązaniem jest wykorzystanie lin stalowych bądź łańcuchów jako sterociągów. Nawinięte są na bęben znajdujący się na przedłużeniu osi obrotu koła sterowego, a następnie poprowadzone poprzez układ bloków do sektora sterowego wychylającego płetwę. Liny bądź łańcuch stanowią układ zamknięty tak, że obrót koła w lewą stronę powoduje nawijanie się na bęben prawego sterociągu, przy jednoczesnym odwijaniu się lewego. 

### Układ hydrauliczny
Jednym z bardziej skomplikowanych układów jest urządzenie sterowe z systemem tłoków hydraulicznych. Zastosowane zostało po raz pierwszy w latach 70. XX wieku. Zasada działania opiera się na dwóch cylindrach: nadajnika oraz odbiornika. Ruch koła sterowego powoduje ruch tłoka w cylindrze nadajnikowym, w którym powstaje nadciśnienie z jednej i podciśnienie z drugiej strony. Poprzez przewody hydrauliczne ciśnienie przekazywane jest na odbiornik, którego tłok wykonuje ruch sektora sterowego. Istnieje wiele sposobów realizacji tego systemu, różniące się sprawnością i awaryjnością. 
W większości przypadków każdy układ wykorzystujący koło sterowe jest też wyposażony w kwadrant służący do awaryjnego założenia rumpla na wypadek uszkodzenia mechanizmu. Czasami na jachtach zwłaszcza regatowych można spotkać podwójne stanowisko sterowe dla lewej i prawej burty, co umożliwia sterowanie zawsze na nawietrznej przy zachowaniu widoczności. Niekiedy występuje również stanowisko wewnętrzne umieszczone w kabinie. Pozwala to na sterowanie podczas złej pogody od wewnątrz jachtu. Widoczność zapewniona jest przez półsferę ze szkła akrylowego w dachu pokładówki. Rozwiązanie to zastosowane zostało na jachtach Pen Duick Érica Tabarly'ego, słynnego samotnego żeglarza.
Urządzenie sterowe może być połączone z samosterem zapewniającym utrzymanie stałego kursu względem wiatru pozornego.